# 貝爾托德·施普勒
貝爾托德·施普勒（德語：Bertold Spuler，1911年12月5日—1990年3月6日），是一位德国东方学家。

## 工作和生活
斯普勒在一个旧天主教家庭中长大，并在他的一生中一直是这个教会的成员。作为人文主义的卡尔斯鲁厄俾斯麦文理中学的学生，他学习了古希腊语和拉丁语，以及法语、俄语和英语。他在海德堡、慕尼黑和汉堡完成了大学的斯拉夫语和伊斯兰教研究，并在24岁时在布雷斯劳大学完成了这些研究。他的教授包括卡尔·布罗克尔曼（Carl Brockelmann）和鲁道夫·斯特罗特曼（Rudolf Strothmann）。
1933年后，他曾作为希伯来语和意第绪语的翻译为盖世太保工作过一段时间，并从1934年起为西里西亚历史委员会工作，担任波兰文学的顾问。 后来，他在格奥尔格·奥古斯特·哥廷根大学执教伊斯兰教学院，从1944年6月起，他在那里向仆从于纳粹德国的穆斯林军团成员（主要由苏联战俘构成）讲授伊斯兰教的基本宗教知识和仪式，课程最初持续两周，然后是三到四个月，目的是把他们训练成战地神职人员，即所谓 "战地毛拉"。他的学生总共有十种不同的母语，所有这些语言只有他全都通晓，但他的学生互相语言不通。鉴于穆斯林之间的争端，他建议将什叶派和逊尼派分开。此外，斯普勒是 "突厥斯坦工作组 "中 "历史组 "部分的负责人，该工作组由党卫队国家安全部在德国东方学会内领导。
1948年，斯普勒从汉堡大学近东历史和文化研讨会的鲁道夫·斯特罗特曼手中接过了伊斯兰研究的教席，并且是同一所大学的埃及学学科的创始人。
1967年，斯普勒引起了一场公开的丑闻，在校长职位交接期间，抗议的学生揭开了一条上面写着 "Unter den Talaren – Muff von 1000 Jahren"的横幅时，他喊道："他们全都该进集中营！"为此，他被暂时停职。在这方面，人们发现斯普勒在1937年加入了纳粹党，此前他曾是冲锋队（1933至1934）的成员，并曾是那里的小组长。
斯普勒通过出版《东方学手册》（Handbuch der Orientalistik）而作为学者崭露头角，该书自20世纪50年代以来分期出版，声称涵盖了东方研究的所有领域。
突厥学家乌苏拉-斯普勒-斯特格曼是他的曾侄女 。